# داريل جونز (لاعب كرة قدم أمريكية)
داريل جونز (بالإنجليزية: Daryl Jones)‏ هو لاعب كرة قدم أمريكية أمريكي، ولد في 2 فبراير 1979.

## وصلات خارجية
- داريل جونز على موقع مرجع كرة القدم المحترفة.كوم (الإنجليزية)